# ジコ
ZICO（朝: 지코、英: ZICO、日:ジコ、1992年9月14日 - ）は、韓国の歌手、ラッパー、音楽プロデューサー。男性アイドルグループBlock Bのリーダーである。KOZエンターテインメントの元代表、現総括プロデューサー。本名はウ・ジホ（漢: 禹智皓、朝: 우지호）。

## 来歴

### デビュー前
1992年9月14日、ソウル特別市麻浦区桃花洞に生まれる。高校時代には、ソウル音楽高校でボーカル・パフォーマンスを専攻した。また、カナダと中国へ一年間留学し、日本で三年を過ごした。
韓国語で「落書き」を意味する「Nacseo（朝: 낙서）」を名乗り、アンダーグラウンドのラッパーとして音楽活動を開始。日本に滞在中には、Dope SquadやUndisputedと共に活動した。SMエンタテインメントのオーディションを受けたこともある。
2008年6月、後に防弾少年団（BTS）のメンバーとなるRMとコラボレーションし、楽曲『필청 최고인듯 (Fuck Cockroachez)』を制作。
2009年、パク・キョンとのデュオ「Harmonics」を結成し、デジタルシングル「The Letter」をリリース。同年に、スターダムエンタテインメントへ入所。IUの「マシュマロ」、所属事務所代表であるチョPDの「K-Hip Hopへの期待」、チョン・スルギの「アウトサイダー」などにフィーチャリングで参加した。
2010年11月19日、初のミックステープ『Zico on the Block』をリリース。

### デビュー後
2011年4月15日、Brand New Stardomより、7人組ボーイズグループ「Block B」のリーダーとしてデビュー。
2012年10月17日、2枚目のミックステープ『Zico on the Block 1.5』をリリース。
2013年8月28日、チョPDとのトラブルを原因に、Seven Seasonsへ所属事務所を移籍。
2015年12月7日、1stミニアルバム『GALLERY』発売。
2017年、ソウルで初の単独ライブとなる「Zico at Monster 5 Concert」を開催。
2017年7月12日、2ndミニアルバム『Television』を発売。
2018年9月、「Block B - ZICO “King Of the Zungle” Tour in Tokyo」を開催。
2018年11月23日、Seven Seasonsと専属契約を終了。翌年1月11日、個人事務所KOZエンターテインメントを設立。
2020年7月1日、3rdミニアルバム『Random Box』を発売。7月20日、入隊。
2020年11月18日、Big Hit Entertainment（現 HYBE）がKOZエンターテインメントを買収。これによってBig Hit Labels（現 HYBE LABELS）所属となった。

## 人物
血液型はO型。実兄は2歳年上で男女共学とSPEEDの元メンバーであるテウン。
カトリック教徒であり、ZICOの母親の肖像画とその下に「God save Paulus」という胸に刺青されたバプテスマの名前「John the Apostle」が彫られている。

## 作品

### フルアルバム
- THINKING Part. 1 (2019年9月30日)
- THINKING Part. 2 (2019年11月8日)

### ミニアルバム
- Gallery (2015年12月7日)
- Television (2017年7月12日)
- Random Box (2020年7月1日)
- Grown Ass Kid (2022年7月27日)

### ミックステープ
- Zico on the Block (2010年11月19日)
- Zico on the Block 1.5 (2012年10月17日)

### シングル
- 필청 최고인듯 (Fuck Cockroachez) (2008年) - RMとのコラボレーション曲
- The Letter (2009年) - パク・キョンとのデュオ「Harmonics」のデジタルシングル
- Tough Cookie (2014年11月7日)
- DARK PANDA (2015年) - ヒョリン、Paloaltoとのプロジェクト曲
- Well Done (feat. Ja Mezz) (2015年2月13日)
- Say Yes or No (feat. Penomeco and The Quiett) (2015年10月19日)
- Boys And Girls (feat. Babylon) (2015年11月3日)
- Pride and Prejudice (feat. Suran) (2015年)
- Break Up 2 Make Up  (2016年1月25日)
- BERMUDA TRIANGLE (feat. Crush, Dean) (2016年11月28日)
- She's a Baby (2017年4月13日)
- SoulMate (2018年7月30日)
- Any Song (2020年1月13日)
- SEOUL DRIFT (2022年7月19日)
- SPOT!(feat. JENNIE) (2024年4月26日)

### フィーチャリング
- マシュマロ (IU、2009年)
- K-Hip Hopへの期待 (チョPD、2009年)
- アウトサイダー (チョン・スルギ、2009年)
- Oasis (CRUSH、2015年)
- Traveler (f(x)、2015年)
- Pour Up (DEAN、2015年)
- Picnic (Dynamic Duo、2015年)
- EKO EKO（m-flo loves ZICO, eill、2025年[17]）

## プロデュース
- D-UNIT
- OFFROAD
- BOYNEXTDOOR

## 公演

### 韓国
- Zico at Monster 5 Concert（2017年、ソウル）

### 日本
- Block B - ZICO “King Of the Zungle” Tour in Tokyo（2018年9月1日 - 2日、東京ドームシティホール）

## 出演

### テレビ番組
- 見せ物、ショー、芝居 - POを持つホスト役（SBS、2012年）
- ファッションキングコリア POを持つコンテスト（2014年）
- ショーミーザマネー4 - パロアルトの裁判官/プロデューサー（Mnet、2015年）
- セレブリティブロマンス - チェ・タエ・ジューン役（MBig TV、2016年）
- ショーミーザマネー6 - ディーン裁判官/プロデューサー（Mnet、2017年）
- The Seasons - ジコのアーティスト - MC（KBS、2024年）

## 受賞歴
| 年   | 授賞式                           | 部門                               | 作品                                           |
| ---- | -------------------------------- | ---------------------------------- | ---------------------------------------------- |
| 2012 | 2012 HipHopPlaya Awards          | Mixtape of the Year                | Zico on the Block 1.5                          |
| 2013 | 2013 HipHopPlaya Awards          | Collaboration of the Year          | Feel So Young (Remix) (with Ugly Duck & Crush) |
| 2014 | 2014 MBC Entertainment Awards    | Popularity Award - Music/Talk Show | Zico (with Minho & Sohyun)                     |
| 2014 | KMC Awards 2014                  | Best Rap Song                      | Tough Cookie                                   |
| 2015 | 2015 HipHopPlaya Awards          | Fashion Icon of the Year           | Zico                                           |
| 2015 | 韓国大衆音楽賞                   | Best R&B & Soul Song               | 풀어 (Pour Up) Dean (feat. Zico)               |
| 2016 | 第5回ガオンチャートK-POPアワード | Song of the Year - November        | Boys and Girls                                 |
| 2016 | Melon Music Awards               | Top 10 Artists                     | Zico                                           |
| 2016 | Melon Music Awards               | Hot Trend                          | Zico                                           |
| 2016 | Melon Music Awards               | Rap / Hip Hop                      | Zico                                           |
| 2016 | Mnet Asian Music Awards          | Best Male Artist                   | Zico                                           |
| 2017 | 第31回ゴールデンディスク賞       | Digital Bonsang                    | I Am You, You Are Me                           |
| 2017 | 第26回ソウル歌謡大賞             | Bonsang Award                      | Zico                                           |
| 2017 | 韓国音楽著作権協会               | Artist Award                       | Zico                                           |
| 2017 | Mnet Asian Music Awards          | Best Male Artist                   | Zico                                           |
| 2017 | 第2回Asia Artist Awards          | Best Star Award                    | Zico                                           |
| 2018 | Mnet Asian Music Awards          | Best Hip Hop & Urban Music         | SoulMate                                       |
| 2018 | 第3回Asia Artist Awards          | Artist of the Year – Music         | Zico                                           |
| 2018 | 第3回Asia Artist Awards          | Best Musician                      | Zico                                           |
| 2019 | 第4回Asia Artist Awards          | Best Producer Award                | Zico                                           |
| 2019 | 第4回Asia Artist Awards          | Best Artist – Music                | Zico                                           |
| 2020 | 第34回ゴールデンディスク賞       | Best R&B/HipHop                    | Zico                                           |